# I’m in Love with My Car
Az I’m in Love with My Car a harmadik dal a brit Queen rockegyüttes 1975-ös A Night at the Opera albumáról. A szerzője Roger Taylor dobos volt, ő is énekelte. Egyike Taylor legismertebb és legnépszerűbb szerzeményeinek. 1975-ben a „Bohemian Rhapsody” B oldalán kapott helyet. Erőteljes hangzású, lassú sodrású rockdal, amely az autójukat rajongásig szerető emberekről (egyesek szerint magáról Taylorról) szól. Gyakran elhangzott az együttes és Taylor szólókoncertjein, élőben is a dobos énekelte.

## Háttér és kompozíció
Taylor az együttes egyik roadjáról, John Harrisről írta, aki nagyon szerette a Triumph TR4-es autóját (az A Night at the Opera borítóján neki ajánlotta a dalt). Erre az alapötletre építette fel a szöveget, amely szó szerint arról szól: „szerelmes vagyok az autómba.” Tagadta, hogy önmagáról írta volna, elmondása szerint ő sosem volt ennyire fanatikusan autóimádó, de Brian May, az együttes gitárosa a The Making of 'A Night at the Opera' dokumentumfilmben mosolyogva mondta: „azt mondja, valaki másról írta. De mi tudjuk az igazat, nemde, Rog? Úgy értem, Roger mindig is oda volt a gyors dolgokért, tudod, gyors autók, stb.”
Készített hozzá egy durva demót, amelyben ő énekelt és gitározott. Amikor bemutatta May-nek, az annyit mondott rá: „Ugye ez vicc?” Taylor viszont komolyan gondolta, és a végleges változatban is ő énekelt. May a riffekben a kipufogóhangot igyekezett utánozni, a felvétel legvégére pedig Taylor saját Alfa Romeojának a kipufogóhangját rögzítette. Taylor elmondása szerint kicsit más, mint a rockdalok többsége, mert 6/8-os ütemben íródott, ami „megállíthatatlan lendületet biztosított.”

## Megjelenés és fogadtatás
Taylor mindenáron azt akarta, hogy a dal a „Bohemian Rhapsody” B oldalára kerüljön, rengeteg időbe került, hogy erről meggyőzze az ellenálló Freddie Mercuryt. A „Bohemian Rhapsody” nem sokkal később milliós példányban fogyott, és Taylornak is rengeteg jövedelmet hozott a B oldalas dala miatt, ami kis feszültséget okozott az együttesen belül. A bevételekből a tagok közül elsőnek vásárolt egy nagyobb házat nem sokkal később.
A dalt jól fogadták a kritikusok. Mind az NME, mind a Melody Maker úgy vélte, hogy amellett, hogy erős sodrású rockdal, kellemesen humoros a szövege. Jim DeRogatis a Chicago Sun-Times-ban dicsérte: „szíve mélyén a Queen mindig is Beatles-szerű popzenekar volt, és soha nem hanyagolta el a dallamokat, még akkor sem, amikor fémes zajú rockot játszottak […] mint az »I’m in Love with My Car«.” Az AllMusic kritikusa az A Night at the Opera egyik gyöngyszemének nevezte: „Az énekes és dobos tevékenysége mellett Roger Taylor mindig kész volt arra, hogy egy-egy kemény hard rock számot írjon a Queen albumaira. A legismertebb példa erre az „I’m in Love with My Car”, egy mókás rockdal az A Night at the Operáról. A dupla fenekű dalszöveg egy macsó hapsit fest le, aki megtalálta a végső borzongást”. A kritikus Taylor hangját Rod Stewartéhoz hasonlította.

## Élőben
Az 1977 és 1981 között gyakran előadták a koncerteken. Felkerült az 1979-es Live Killers koncertalbumra, valamint a We Will Rock You koncertfilmre (ami 2007-ben Queen Rock Montreal címen jelent meg, lényegében ugyanazzal a tartalommal). Hasonlóan a stúdióverzióhoz, élőben is Taylor énekelte a dobok mögül, Mercury pedig zongorán kísérte, és néha a háttérvokálba is besegített. Később saját együttesével, a The Cross-szal is gyakran előadta koncertjeiken.
A 2005–2006-os Queen + Paul Rodgers koncerteken ugyancsak Taylor énekelte, egy ilyen előadás felkerült a 2005-ös Return of the Champions koncertalbumra és koncertfilmre is.

## Közreműködők
- Ének: Roger Taylor
- Háttérvokál: Roger Taylor

Hangszerek:
- Roger Taylor: Ludwig dobfelszerelés
- John Deacon: Fender Precision Bass
- Brian May: Red Special
- Freddie Mercury: Bechstein zongora